# Metro Town Towers
Les Metro Town Towers sont deux tours jumelles de 205 mètres construites en 2006 Hong Kong en Chine. Elles abritent des logements.